# 漢字語
漢字語（韓語：한자어／漢字語）是韓語對以漢字詞組成的詞語，亦即漢字文化圈的韓語版「漢字詞」的稱呼。當中主要分為三大種類，包括從古漢語傳入的詞語、朝鮮日治時期傳入的和製漢語、以及韓國人利用漢字詞自行製造的韓製漢字語，其中以古漢語及和製漢語的比重佔最高。韓語雖然已廢除漢字，但亦因此較少受到西方外來語影響，加上語言淨化運動的推行，使漢字詞維持佔據韓語的詞彙的大多數地位（相較於日語有使用外來語取代原生詞或原有漢字詞的趨勢）。

## 漢字語種類
漢字詞除了分為以上三種之外，亦包含一些來源不明的詞語，亦有極少量起源於現代標準漢語的詞彙，但由於現代中文與古漢語相差甚遠，韓語一般不會輸入這類詞語。

### 中國起源的漢字語

#### 古典漢語
來自古漢語的詞彙是韓語漢字語的核心，相信是數量最多的。這類詞語在漢字文化圈的其他國家，包括中華圈、日本和越南亦廣泛使用。
-  ʨʰɔnɦa 「天下」
-  kjɔɾɦon  「結婚」
-  jukʰwɛ 「愉快」
-  haŋmun 「學問」
-  saːmjɔnʨʰoɡa 「四面楚歌」
-  ɔbuʥiɾi 「漁人得利」

韓國人非常喜歡使用典故式成語，但卻會按照韓語的文化作出輕微調整：
-  pɛŋmuni puɾjɔilɡjɔn 「聞名不如見面」

四字詞或四字成語亦是韓語經常使用的詞語，以下用例則是與漢語的詞序不同。
-  hjɔnmojaŋʨʰɔ 「賢妻良母」

#### 語義有變的詞彙
以下例子是使用古漢語詞彙，但意思有所不同的詞語，這些詞彙與現代漢語和日語的意思皆不盡相同，有些則是與中文相同但與日語不同（與日語相同但和中文不同的，請參見「和製漢語」章節）。
-  kɔːɾɛ 「交易」
-  koŋbu 「溫習」
-  baːŋɕim 「粗心」
-  pok̚tʼo 「走廊」
-  satʰaŋ 「糖果」
-  ɕiːbi 「爭執」
-  insa 「問候」

在中文是「安心」的意思，但在韓語卻是指「粗心」，是截然相反的意思。至於中文的「放心」，韓語可使用。

#### 現代漢語
現代漢語來源的詞彙幾乎沒有，只有在北韓使用的文化語中有極少量輸入。
-  ilbjɔndo 「一面倒」
-  wɔnʥupʰil  「圓珠筆」、「原子筆」

現代漢語使用的詞彙，一般直接音譯而不使用韩国的汉字音逐字转写。
- ʨʼaʥaŋmjɔn Jja Jang Myeon 炸醬麵 zhájiàngmiàn
- notʰɯl No Teul 老頭兒 lǎotóur

### 韓製漢字語
由韓語製造的漢字語。

#### 新造語
在朝鮮半島自製的漢字語，一般不會在現代漢語和日文中使用。
| 韓語                   | 日語               | 現代標準漢語              |
| ---------------------- | ------------------ | ------------------------- |
| kjodo̞sʰo̞               |                    | 監獄 jiānyù               |
| mjɔŋɦam                |                    | 名片 míngpiàn             |
| sɔːnmul                |                    | 禮物 lǐwù                 |
| supʰjo                 |                    | 支票 zhīpiào              |
| jak̚pʼaŋ                |                    | 藥店/藥房 yàodiàn/yàofáng |
| jaŋmal                 |                    | 襪子 wàzi                 |
| ʨaːŋɡap̚                |                    | 手套 shǒutào              |
| ʨʰare                  |                    | 顺序/次序 shùnxù/cìxù     |
| pʰjɔːnʥi               |                    | 信 xìn                    |
| t͡ɕujusʰo̞               | （Gasoline Stand） | 加油站 jiāyóuzhàn         |
| pʰjʌ̹nɰid͡ʑʌ̹m            | （Combini）        | 便利店 biànlìdiàn         |
| øː.kje.in / weː.kje.in |                    | 外星人 wàixīngrén         |
| t͡ɕʰuɭɕʰi               |                    | 上市 shàngshì             |

- 注：粗体为和语。

韓語亦有自製四字成語，例子為 ʨɔk̚pʼanɦaʥaŋ ，是「賊喊捉賊」的意思。

#### 韓製漢字
-  ʨɔndap̚ 「水田」
-  tɛʥi 「地基」
-  ɕidɛk̚ 「夫家」

有部份是韓語中完全自製的漢字，亦有部份是古漢語存在但現代已經棄用、或與現代漢語完全不同意思的漢字。

### 日語起源的漢字語
由於朝鮮半島經歷過日治時期，韓語大幅受到日語影響，大量和製漢語輸入韓語。

#### 和製漢語
近代中西方新概念相關的詞語，多由日本人使用汉字进行命名或翻译，这类词语因为使用汉字被直接借入现代汉语，稱之為和製漢語，這些詞彙也大量輸入到韓語。
有大量漢字語是漢字文化圈内共通（參見「漢字詞」），但亦有大量詞彙仅在日朝韩共通，中文則另有詞彙。
| 日語 | 朝鲜语/韓語 | 中文            |
| ---- | ----------- | --------------- |
|      | （）        | 飛機 fēijī      |
|      | （）        | 火車 huǒchē     |
|      | （）        | 棒球 bàngqiú    |
|      | （）        | 公司 gōngsī     |
|      | （）        | 照片 zhàopiàn   |
|      | （）        | 邏輯學 luójixué |

由於日本戰敗後發佈新字體和常用漢字表，不少漢字被替換爲其他漢字或被假名代替，但韓語中的漢字則堅持傳統，未有作出改變。亦有不少字詞是由於韓國漢字標準與日語不同，有些詞語日語和中文一樣但韓語則不同，如。
| 韓語              | 日語 |
| ----------------- | ---- |
| （ hoŋbo）        |      |
| （ ʨaːgɯk̚）       |      |
| （ suʨʰɔp̚）       |      |
| （ wiʥaɾjo）      |      |
| （ pʰaːɦwe）      |      |
| （ seːʨʰɔk̚）      |      |
| （ t̟͡ɕʰø̞t̟͡ɕʰʌ̹mda̠n） |      |
| （ t̟͡ɕʰa̠ɽja̠ŋ）     |      |

#### 日語訓讀詞
由於日語的訓讀系統在韓語中不適用，韓語在引入這類訓讀熟語詞時，只取其形不取其音，使用朝鮮漢字音來發音，因此發音與漢語較接近。
-  kɔːnmul 
-  mɛsaŋ 
-  sɔnʨʰak̚ʨʼaŋ 
-  pudo 〔〕
-  tɛːɦapɕʼil 〔〕

以下例子是將訓讀詞動詞化，並移除日語的送假名，只取其訓讀字詞，並使用韓語漢字音發音。
-  tɛːʨʰul 
-  saŋɦø 
-  ʨoɾip̚ 
-  ʨʰwiːɡɯp̚ 
-  haɾin 

### 近現代外語中漢字語的使用
對於一些近現代的詞彙，韓語多數從日語中輸入，亦有少量從漢語中輸入。而由於韓語已廢除日常使用的漢字，這些字詞只保留其音，文字則使用諺文轉寫。這樣的結果反而令韓文保留更多漢字詞來源的詞彙，反而輸出國日本卻轉用來自英語等的外來語來拼寫。這亦是韓語中漢字語的比例遠高於日語中漢字詞的比例的原因之一。在這一方面，越南語的情況類似於韓語。
| 韓文       | 日文                        | 中文         |
| ---------- | --------------------------- | ------------ |
| （）       | （Basketball）、            | 籃球         |
| （）       | （Soccer）                  | 足球         |
| （）       | （Deutsche）                | 德國、德意志 |
| （）       | （Volleyball）              | 排球         |
| （）       | （Toilet）、                | 洗手間、廁所 |
| （）       | （Swimming Pool）、（Pool） | 游泳池、泳池 |
| （）       | （Strike）、                | 罷工         |
| （）、（） | （Camera）                  | 相機、照相機 |
| （）       | 、（Platform）、            | 月台、站台   |
| （）       | （Random）                  | 隨機         |

以下詞彙來源不明，但這些詞彙在韓語中使用，在日語中已棄用或未曾使用，反而與漢語相通。
| 韓語 | 日語           | 中文   |
| ---- | -------------- | ------ |
| （） | （Lion）       | 獅子   |
| （） | [ 註 5 ]       | 越南   |
| （） | [ 註 6 ]       | 英國   |
| （） | （America）    | 美國   |
| （） | 、（Thai）     | 泰國   |
| （） | （Helicopter） | 直昇機 |